# Terrero, Tehuipango
Terrero är en ort i Mexiko.   Den ligger i kommunen Tehuipango och delstaten Veracruz, i den sydöstra delen av landet, 240 km öster om huvudstaden Mexico City. Terrero ligger 2 072 meter över havet och antalet invånare är 238.
Terrängen runt Terrero är lite bergig. Runt Terrero är det ganska tätbefolkat, med 134 invånare per kvadratkilometer. Närmaste större samhälle är Zongolica, 18,3 km nordost om Terrero. Omgivningarna runt Terrero är en mosaik av jordbruksmark och naturlig växtlighet.